# 德奧沃倫特 (密西西比州)
德奧沃倫特（英語：Deovolente）是位於美國密西西比州漢弗萊斯縣的非建制地區。

## 歷史
德奧沃倫特的郵局於1878年設立，其後於1928年停運。

## 地理
德奧沃倫特所處的海拔為高於海平面34米（即112英呎），而該地所採用的時區為UTC-6，即北美中部時區（CST）。同時該地設有夏令時間，為UTC-6調快一小時，即UTC-5（CDT）。